# Het vind
A Het vind Marie Fredriksson svéd énekes-dalszerző debütáló svéd nyelvű stúdióalbuma, melyet 1984. szeptember 20-án jelentetett meg az EMI kiadó eredetileg hanglemezen és kazettán. Az albumról kimásolt Ännu doftar kärlek Mind az album, és mind a dal Top 20-as slágerlistás helyezés volt Svédországban.
Az utolsó kimásolt kislemez az album címével azonos "Het vind" volt, ami nem volt slágerlistás helyezés. Az albumon szerepel Cyndi Lauper "All Thorugh the Night" című dalának svéd nyelvű feldolgozása, melyet a producer Lars-Göran "Lasse" Lindbom fordított angolról svéd nyelvre, és a "Natt efter natt" címet kapta. A dal bónuszként került fel az 1987. június 2-án megjelent CD változatra.

## Előzmények és felvételek
| Értékelések |           |
| Értékelő    | Értékelés |
| AllMusic    | [ 2 ]     |

Az albumon sok olyan zenész is szerepelt, aki Per Gessle 1983-as debütáló albumán is közreműködött. Később ők alkották a Roxette nevű duót. Gessle két dalt írt a lemezre, a "Tag detta hjärta" és a "Rickie Lee" című dalokat, bár utóbbi nem került fel a lemezre, majd később Gessle saját 1985-ös "Scener" című albumára került fel. A dal Fredriksson féle változata a "Het vind" remaszterelt változatán 2003-ban jelent meg újra, CD lemezen.
Korábbi rövid életű együttesének a Mamas Barn-nak egyik tagja, korábbi barátja Martin Sternhufvud is írt egy dalt az albumra, a "Jag ska ge allt" címűt. Az album kortárs lemeznek számít, és számos dal olyan hangszereléseket tartalmaz, ami utal a későbbi Roxette balladáira. Számos dal a 80-as évek szintetizátor elemeit tartalmazza.

## Formátum és számlista
| 1. | Het vind           | "Hot Wind"                | 5:30 |
| 2. | Jag går min väg    | "I'm Going My Way"        | 3:52 |
| 3. | Ännu doftar kärlek | "Still the Scent of Love" | 3:48 |
| 4. | (Du är en) Vinnare | "(You Are a) Winner"      | 3:30 |
| 5. | Det blåser en vind | "A Wind Blows"            | 4:17 |

| Het vind Original LP/Cassette: Side B | Het vind Original LP/Cassette: Side B | Het vind Original LP/Cassette: Side B | Het vind Original LP/Cassette: Side B | Het vind Original LP/Cassette: Side B | Het vind Original LP/Cassette: Side B | Het vind Original LP/Cassette: Side B | Het vind Original LP/Cassette: Side B | Het vind Original LP/Cassette: Side B | Het vind Original LP/Cassette: Side B |
| #                                     | Cím                                   | Angol fordítás                        | Hossz                                 |                                       |                                       |                                       |                                       |                                       |                                       |
| ------------------------------------- | ------------------------------------- | ------------------------------------- | ------------------------------------- | ------------------------------------- | ------------------------------------- | ------------------------------------- | ------------------------------------- | ------------------------------------- | ------------------------------------- |
| 6.                                    | Aldrig mer igen                       | "Never Again"                         | 4:37                                  |                                       |                                       |                                       |                                       |                                       |                                       |
| 7.                                    | Tag detta hjärta                      | "Take This Heart"                     | 4:08                                  |                                       |                                       |                                       |                                       |                                       |                                       |
| 8.                                    | Tusen ögon                            | "Thousand Eyes"                       | 3:44                                  |                                       |                                       |                                       |                                       |                                       |                                       |
| 9.                                    | Vidare igen                           | "Over Again"                          | 3:25                                  |                                       |                                       |                                       |                                       |                                       |                                       |
| 10.                                   | Jag ska ge allt                       | "I Will Give Everything"              | 5:04                                  |                                       |                                       |                                       |                                       |                                       |                                       |
| 41:55                                 |                                       |                                       |                                       |                                       |                                       |                                       |                                       |                                       |                                       |

| Het vind – Original CD | Het vind – Original CD | Het vind – Original CD | Het vind – Original CD | Het vind – Original CD | Het vind – Original CD | Het vind – Original CD | Het vind – Original CD | Het vind – Original CD | Het vind – Original CD |
| #                      | Cím                    | Angol fordítás         | Hossz                  |                        |                        |                        |                        |                        |                        |
| ---------------------- | ---------------------- | ---------------------- | ---------------------- | ---------------------- | ---------------------- | ---------------------- | ---------------------- | ---------------------- | ---------------------- |
| 11.                    | Natt efter natt        | "Night After Night"    | 4:17                   |                        |                        |                        |                        |                        |                        |
| 46:12                  |                        |                        |                        |                        |                        |                        |                        |                        |                        |

| Het vind – 2003 reissue (bonus track) | Het vind – 2003 reissue (bonus track) | Het vind – 2003 reissue (bonus track) | Het vind – 2003 reissue (bonus track) | Het vind – 2003 reissue (bonus track) | Het vind – 2003 reissue (bonus track) | Het vind – 2003 reissue (bonus track) | Het vind – 2003 reissue (bonus track) | Het vind – 2003 reissue (bonus track) | Het vind – 2003 reissue (bonus track) |
| #                                     | Cím                                   | Hossz                                 |                                       |                                       |                                       |                                       |                                       |                                       |                                       |
| ------------------------------------- | ------------------------------------- | ------------------------------------- | ------------------------------------- | ------------------------------------- | ------------------------------------- | ------------------------------------- | ------------------------------------- | ------------------------------------- | ------------------------------------- |
| 12.                                   | Rickie Lee                            | 2:28                                  |                                       |                                       |                                       |                                       |                                       |                                       |                                       |
| 48:40                                 |                                       |                                       |                                       |                                       |                                       |                                       |                                       |                                       |                                       |

## Slágerlista
| Slágerlista (1984)                           | Legjobb helyezés |
| -------------------------------------------- | ---------------- |
| Svédország (Sverigetopplistan Top 60 Albums) | 20               |

## Kiadási előzmények
| Régió      | Dátum                | Formátum                                       | Label           | Katalógusszám#                  | Ref.  |
| ---------- | -------------------- | ---------------------------------------------- | --------------- | ------------------------------- | ----- |
| Svédország | 1984. szeptember 20. | LP MC                                          | EMI             | 1361481 (LP) 1361484 (Cassette) | [ 4 ] |
| Svédország | 1987. június 2.      | CD                                             | EMI             | CDP-7467192                     | [ 4 ] |
| Svédország | 2002. június         | Remastered 24-bit HDCD: Kärlekens guld box set | Capitol Records | 7243 5 40199-2 0                | [ 4 ] |
| Svédország | 2003. március 5.     | CD                                             | Capitol Records | 7243 5 39787-2 3                | [ 4 ] |